# Axel Åkerblom
Johan Axel Åkerblom (Avesta, 21 ottobre 1904 – Avesta, 5 giugno 1980) è stato un compositore di scacchi svedese.
Ha composto oltre 5 000 problemi, la maggior parte diretti in due e tre mosse ma anche di aiutomatto e di analisi retrograda, e alcuni studi. Vincitore di un centinaio di primi premi, circa 250 premi minori e molte onorificenze.
Giudice internazionale per la composizione dall'istituzione del titolo (1956) e Maestro internazionale della composizione dal 1967.
Aderente allo stile della Scuola boema di composizione, era chiamato "il boemo svedese".
Dal 1928 al 1945 fu direttore della sezione problemi della rivista Schackvärlden.
Tre suoi problemi:
|   | a | b | c | d | e | f | g | h |   |
| 8 | f6 re del bianco · b5 donna del bianco · d4 re del nero · f4 pedone del nero · g4 pedone del nero · f3 cavallo del nero · g3 pedone del nero · g2 alfiere del bianco · d1 cavallo del bianco | f6 re del bianco · b5 donna del bianco · d4 re del nero · f4 pedone del nero · g4 pedone del nero · f3 cavallo del nero · g3 pedone del nero · g2 alfiere del bianco · d1 cavallo del bianco | f6 re del bianco · b5 donna del bianco · d4 re del nero · f4 pedone del nero · g4 pedone del nero · f3 cavallo del nero · g3 pedone del nero · g2 alfiere del bianco · d1 cavallo del bianco | f6 re del bianco · b5 donna del bianco · d4 re del nero · f4 pedone del nero · g4 pedone del nero · f3 cavallo del nero · g3 pedone del nero · g2 alfiere del bianco · d1 cavallo del bianco | f6 re del bianco · b5 donna del bianco · d4 re del nero · f4 pedone del nero · g4 pedone del nero · f3 cavallo del nero · g3 pedone del nero · g2 alfiere del bianco · d1 cavallo del bianco | f6 re del bianco · b5 donna del bianco · d4 re del nero · f4 pedone del nero · g4 pedone del nero · f3 cavallo del nero · g3 pedone del nero · g2 alfiere del bianco · d1 cavallo del bianco | f6 re del bianco · b5 donna del bianco · d4 re del nero · f4 pedone del nero · g4 pedone del nero · f3 cavallo del nero · g3 pedone del nero · g2 alfiere del bianco · d1 cavallo del bianco | f6 re del bianco · b5 donna del bianco · d4 re del nero · f4 pedone del nero · g4 pedone del nero · f3 cavallo del nero · g3 pedone del nero · g2 alfiere del bianco · d1 cavallo del bianco | 8 |
| 7 | f6 re del bianco · b5 donna del bianco · d4 re del nero · f4 pedone del nero · g4 pedone del nero · f3 cavallo del nero · g3 pedone del nero · g2 alfiere del bianco · d1 cavallo del bianco | f6 re del bianco · b5 donna del bianco · d4 re del nero · f4 pedone del nero · g4 pedone del nero · f3 cavallo del nero · g3 pedone del nero · g2 alfiere del bianco · d1 cavallo del bianco | f6 re del bianco · b5 donna del bianco · d4 re del nero · f4 pedone del nero · g4 pedone del nero · f3 cavallo del nero · g3 pedone del nero · g2 alfiere del bianco · d1 cavallo del bianco | f6 re del bianco · b5 donna del bianco · d4 re del nero · f4 pedone del nero · g4 pedone del nero · f3 cavallo del nero · g3 pedone del nero · g2 alfiere del bianco · d1 cavallo del bianco | f6 re del bianco · b5 donna del bianco · d4 re del nero · f4 pedone del nero · g4 pedone del nero · f3 cavallo del nero · g3 pedone del nero · g2 alfiere del bianco · d1 cavallo del bianco | f6 re del bianco · b5 donna del bianco · d4 re del nero · f4 pedone del nero · g4 pedone del nero · f3 cavallo del nero · g3 pedone del nero · g2 alfiere del bianco · d1 cavallo del bianco | f6 re del bianco · b5 donna del bianco · d4 re del nero · f4 pedone del nero · g4 pedone del nero · f3 cavallo del nero · g3 pedone del nero · g2 alfiere del bianco · d1 cavallo del bianco | f6 re del bianco · b5 donna del bianco · d4 re del nero · f4 pedone del nero · g4 pedone del nero · f3 cavallo del nero · g3 pedone del nero · g2 alfiere del bianco · d1 cavallo del bianco | 7 |
| 6 | f6 re del bianco · b5 donna del bianco · d4 re del nero · f4 pedone del nero · g4 pedone del nero · f3 cavallo del nero · g3 pedone del nero · g2 alfiere del bianco · d1 cavallo del bianco | f6 re del bianco · b5 donna del bianco · d4 re del nero · f4 pedone del nero · g4 pedone del nero · f3 cavallo del nero · g3 pedone del nero · g2 alfiere del bianco · d1 cavallo del bianco | f6 re del bianco · b5 donna del bianco · d4 re del nero · f4 pedone del nero · g4 pedone del nero · f3 cavallo del nero · g3 pedone del nero · g2 alfiere del bianco · d1 cavallo del bianco | f6 re del bianco · b5 donna del bianco · d4 re del nero · f4 pedone del nero · g4 pedone del nero · f3 cavallo del nero · g3 pedone del nero · g2 alfiere del bianco · d1 cavallo del bianco | f6 re del bianco · b5 donna del bianco · d4 re del nero · f4 pedone del nero · g4 pedone del nero · f3 cavallo del nero · g3 pedone del nero · g2 alfiere del bianco · d1 cavallo del bianco | f6 re del bianco · b5 donna del bianco · d4 re del nero · f4 pedone del nero · g4 pedone del nero · f3 cavallo del nero · g3 pedone del nero · g2 alfiere del bianco · d1 cavallo del bianco | f6 re del bianco · b5 donna del bianco · d4 re del nero · f4 pedone del nero · g4 pedone del nero · f3 cavallo del nero · g3 pedone del nero · g2 alfiere del bianco · d1 cavallo del bianco | f6 re del bianco · b5 donna del bianco · d4 re del nero · f4 pedone del nero · g4 pedone del nero · f3 cavallo del nero · g3 pedone del nero · g2 alfiere del bianco · d1 cavallo del bianco | 6 |
| 5 | f6 re del bianco · b5 donna del bianco · d4 re del nero · f4 pedone del nero · g4 pedone del nero · f3 cavallo del nero · g3 pedone del nero · g2 alfiere del bianco · d1 cavallo del bianco | f6 re del bianco · b5 donna del bianco · d4 re del nero · f4 pedone del nero · g4 pedone del nero · f3 cavallo del nero · g3 pedone del nero · g2 alfiere del bianco · d1 cavallo del bianco | f6 re del bianco · b5 donna del bianco · d4 re del nero · f4 pedone del nero · g4 pedone del nero · f3 cavallo del nero · g3 pedone del nero · g2 alfiere del bianco · d1 cavallo del bianco | f6 re del bianco · b5 donna del bianco · d4 re del nero · f4 pedone del nero · g4 pedone del nero · f3 cavallo del nero · g3 pedone del nero · g2 alfiere del bianco · d1 cavallo del bianco | f6 re del bianco · b5 donna del bianco · d4 re del nero · f4 pedone del nero · g4 pedone del nero · f3 cavallo del nero · g3 pedone del nero · g2 alfiere del bianco · d1 cavallo del bianco | f6 re del bianco · b5 donna del bianco · d4 re del nero · f4 pedone del nero · g4 pedone del nero · f3 cavallo del nero · g3 pedone del nero · g2 alfiere del bianco · d1 cavallo del bianco | f6 re del bianco · b5 donna del bianco · d4 re del nero · f4 pedone del nero · g4 pedone del nero · f3 cavallo del nero · g3 pedone del nero · g2 alfiere del bianco · d1 cavallo del bianco | f6 re del bianco · b5 donna del bianco · d4 re del nero · f4 pedone del nero · g4 pedone del nero · f3 cavallo del nero · g3 pedone del nero · g2 alfiere del bianco · d1 cavallo del bianco | 5 |
| 4 | f6 re del bianco · b5 donna del bianco · d4 re del nero · f4 pedone del nero · g4 pedone del nero · f3 cavallo del nero · g3 pedone del nero · g2 alfiere del bianco · d1 cavallo del bianco | f6 re del bianco · b5 donna del bianco · d4 re del nero · f4 pedone del nero · g4 pedone del nero · f3 cavallo del nero · g3 pedone del nero · g2 alfiere del bianco · d1 cavallo del bianco | f6 re del bianco · b5 donna del bianco · d4 re del nero · f4 pedone del nero · g4 pedone del nero · f3 cavallo del nero · g3 pedone del nero · g2 alfiere del bianco · d1 cavallo del bianco | f6 re del bianco · b5 donna del bianco · d4 re del nero · f4 pedone del nero · g4 pedone del nero · f3 cavallo del nero · g3 pedone del nero · g2 alfiere del bianco · d1 cavallo del bianco | f6 re del bianco · b5 donna del bianco · d4 re del nero · f4 pedone del nero · g4 pedone del nero · f3 cavallo del nero · g3 pedone del nero · g2 alfiere del bianco · d1 cavallo del bianco | f6 re del bianco · b5 donna del bianco · d4 re del nero · f4 pedone del nero · g4 pedone del nero · f3 cavallo del nero · g3 pedone del nero · g2 alfiere del bianco · d1 cavallo del bianco | f6 re del bianco · b5 donna del bianco · d4 re del nero · f4 pedone del nero · g4 pedone del nero · f3 cavallo del nero · g3 pedone del nero · g2 alfiere del bianco · d1 cavallo del bianco | f6 re del bianco · b5 donna del bianco · d4 re del nero · f4 pedone del nero · g4 pedone del nero · f3 cavallo del nero · g3 pedone del nero · g2 alfiere del bianco · d1 cavallo del bianco | 4 |
| 3 | f6 re del bianco · b5 donna del bianco · d4 re del nero · f4 pedone del nero · g4 pedone del nero · f3 cavallo del nero · g3 pedone del nero · g2 alfiere del bianco · d1 cavallo del bianco | f6 re del bianco · b5 donna del bianco · d4 re del nero · f4 pedone del nero · g4 pedone del nero · f3 cavallo del nero · g3 pedone del nero · g2 alfiere del bianco · d1 cavallo del bianco | f6 re del bianco · b5 donna del bianco · d4 re del nero · f4 pedone del nero · g4 pedone del nero · f3 cavallo del nero · g3 pedone del nero · g2 alfiere del bianco · d1 cavallo del bianco | f6 re del bianco · b5 donna del bianco · d4 re del nero · f4 pedone del nero · g4 pedone del nero · f3 cavallo del nero · g3 pedone del nero · g2 alfiere del bianco · d1 cavallo del bianco | f6 re del bianco · b5 donna del bianco · d4 re del nero · f4 pedone del nero · g4 pedone del nero · f3 cavallo del nero · g3 pedone del nero · g2 alfiere del bianco · d1 cavallo del bianco | f6 re del bianco · b5 donna del bianco · d4 re del nero · f4 pedone del nero · g4 pedone del nero · f3 cavallo del nero · g3 pedone del nero · g2 alfiere del bianco · d1 cavallo del bianco | f6 re del bianco · b5 donna del bianco · d4 re del nero · f4 pedone del nero · g4 pedone del nero · f3 cavallo del nero · g3 pedone del nero · g2 alfiere del bianco · d1 cavallo del bianco | f6 re del bianco · b5 donna del bianco · d4 re del nero · f4 pedone del nero · g4 pedone del nero · f3 cavallo del nero · g3 pedone del nero · g2 alfiere del bianco · d1 cavallo del bianco | 3 |
| 2 | f6 re del bianco · b5 donna del bianco · d4 re del nero · f4 pedone del nero · g4 pedone del nero · f3 cavallo del nero · g3 pedone del nero · g2 alfiere del bianco · d1 cavallo del bianco | f6 re del bianco · b5 donna del bianco · d4 re del nero · f4 pedone del nero · g4 pedone del nero · f3 cavallo del nero · g3 pedone del nero · g2 alfiere del bianco · d1 cavallo del bianco | f6 re del bianco · b5 donna del bianco · d4 re del nero · f4 pedone del nero · g4 pedone del nero · f3 cavallo del nero · g3 pedone del nero · g2 alfiere del bianco · d1 cavallo del bianco | f6 re del bianco · b5 donna del bianco · d4 re del nero · f4 pedone del nero · g4 pedone del nero · f3 cavallo del nero · g3 pedone del nero · g2 alfiere del bianco · d1 cavallo del bianco | f6 re del bianco · b5 donna del bianco · d4 re del nero · f4 pedone del nero · g4 pedone del nero · f3 cavallo del nero · g3 pedone del nero · g2 alfiere del bianco · d1 cavallo del bianco | f6 re del bianco · b5 donna del bianco · d4 re del nero · f4 pedone del nero · g4 pedone del nero · f3 cavallo del nero · g3 pedone del nero · g2 alfiere del bianco · d1 cavallo del bianco | f6 re del bianco · b5 donna del bianco · d4 re del nero · f4 pedone del nero · g4 pedone del nero · f3 cavallo del nero · g3 pedone del nero · g2 alfiere del bianco · d1 cavallo del bianco | f6 re del bianco · b5 donna del bianco · d4 re del nero · f4 pedone del nero · g4 pedone del nero · f3 cavallo del nero · g3 pedone del nero · g2 alfiere del bianco · d1 cavallo del bianco | 2 |
| 1 | f6 re del bianco · b5 donna del bianco · d4 re del nero · f4 pedone del nero · g4 pedone del nero · f3 cavallo del nero · g3 pedone del nero · g2 alfiere del bianco · d1 cavallo del bianco | f6 re del bianco · b5 donna del bianco · d4 re del nero · f4 pedone del nero · g4 pedone del nero · f3 cavallo del nero · g3 pedone del nero · g2 alfiere del bianco · d1 cavallo del bianco | f6 re del bianco · b5 donna del bianco · d4 re del nero · f4 pedone del nero · g4 pedone del nero · f3 cavallo del nero · g3 pedone del nero · g2 alfiere del bianco · d1 cavallo del bianco | f6 re del bianco · b5 donna del bianco · d4 re del nero · f4 pedone del nero · g4 pedone del nero · f3 cavallo del nero · g3 pedone del nero · g2 alfiere del bianco · d1 cavallo del bianco | f6 re del bianco · b5 donna del bianco · d4 re del nero · f4 pedone del nero · g4 pedone del nero · f3 cavallo del nero · g3 pedone del nero · g2 alfiere del bianco · d1 cavallo del bianco | f6 re del bianco · b5 donna del bianco · d4 re del nero · f4 pedone del nero · g4 pedone del nero · f3 cavallo del nero · g3 pedone del nero · g2 alfiere del bianco · d1 cavallo del bianco | f6 re del bianco · b5 donna del bianco · d4 re del nero · f4 pedone del nero · g4 pedone del nero · f3 cavallo del nero · g3 pedone del nero · g2 alfiere del bianco · d1 cavallo del bianco | f6 re del bianco · b5 donna del bianco · d4 re del nero · f4 pedone del nero · g4 pedone del nero · f3 cavallo del nero · g3 pedone del nero · g2 alfiere del bianco · d1 cavallo del bianco | 1 |
|   | a | b | c | d | e | f | g | h |   |

|   | a | b | c | d | e | f | g | h |   |
| 8 | b8 alfiere del nero · g8 alfiere del nero · h7 pedone del nero · b6 alfiere del bianco · c6 donna del bianco · e6 pedone del nero · b5 cavallo del nero · e5 pedone del bianco · a4 re del nero · b4 torre del nero · e4 alfiere del bianco · f4 torre del bianco · b3 pedone del nero · d3 pedone del nero · f3 re del bianco · d2 pedone del bianco · b1 cavallo del bianco | b8 alfiere del nero · g8 alfiere del nero · h7 pedone del nero · b6 alfiere del bianco · c6 donna del bianco · e6 pedone del nero · b5 cavallo del nero · e5 pedone del bianco · a4 re del nero · b4 torre del nero · e4 alfiere del bianco · f4 torre del bianco · b3 pedone del nero · d3 pedone del nero · f3 re del bianco · d2 pedone del bianco · b1 cavallo del bianco | b8 alfiere del nero · g8 alfiere del nero · h7 pedone del nero · b6 alfiere del bianco · c6 donna del bianco · e6 pedone del nero · b5 cavallo del nero · e5 pedone del bianco · a4 re del nero · b4 torre del nero · e4 alfiere del bianco · f4 torre del bianco · b3 pedone del nero · d3 pedone del nero · f3 re del bianco · d2 pedone del bianco · b1 cavallo del bianco | b8 alfiere del nero · g8 alfiere del nero · h7 pedone del nero · b6 alfiere del bianco · c6 donna del bianco · e6 pedone del nero · b5 cavallo del nero · e5 pedone del bianco · a4 re del nero · b4 torre del nero · e4 alfiere del bianco · f4 torre del bianco · b3 pedone del nero · d3 pedone del nero · f3 re del bianco · d2 pedone del bianco · b1 cavallo del bianco | b8 alfiere del nero · g8 alfiere del nero · h7 pedone del nero · b6 alfiere del bianco · c6 donna del bianco · e6 pedone del nero · b5 cavallo del nero · e5 pedone del bianco · a4 re del nero · b4 torre del nero · e4 alfiere del bianco · f4 torre del bianco · b3 pedone del nero · d3 pedone del nero · f3 re del bianco · d2 pedone del bianco · b1 cavallo del bianco | b8 alfiere del nero · g8 alfiere del nero · h7 pedone del nero · b6 alfiere del bianco · c6 donna del bianco · e6 pedone del nero · b5 cavallo del nero · e5 pedone del bianco · a4 re del nero · b4 torre del nero · e4 alfiere del bianco · f4 torre del bianco · b3 pedone del nero · d3 pedone del nero · f3 re del bianco · d2 pedone del bianco · b1 cavallo del bianco | b8 alfiere del nero · g8 alfiere del nero · h7 pedone del nero · b6 alfiere del bianco · c6 donna del bianco · e6 pedone del nero · b5 cavallo del nero · e5 pedone del bianco · a4 re del nero · b4 torre del nero · e4 alfiere del bianco · f4 torre del bianco · b3 pedone del nero · d3 pedone del nero · f3 re del bianco · d2 pedone del bianco · b1 cavallo del bianco | b8 alfiere del nero · g8 alfiere del nero · h7 pedone del nero · b6 alfiere del bianco · c6 donna del bianco · e6 pedone del nero · b5 cavallo del nero · e5 pedone del bianco · a4 re del nero · b4 torre del nero · e4 alfiere del bianco · f4 torre del bianco · b3 pedone del nero · d3 pedone del nero · f3 re del bianco · d2 pedone del bianco · b1 cavallo del bianco | 8 |
| 7 | b8 alfiere del nero · g8 alfiere del nero · h7 pedone del nero · b6 alfiere del bianco · c6 donna del bianco · e6 pedone del nero · b5 cavallo del nero · e5 pedone del bianco · a4 re del nero · b4 torre del nero · e4 alfiere del bianco · f4 torre del bianco · b3 pedone del nero · d3 pedone del nero · f3 re del bianco · d2 pedone del bianco · b1 cavallo del bianco | b8 alfiere del nero · g8 alfiere del nero · h7 pedone del nero · b6 alfiere del bianco · c6 donna del bianco · e6 pedone del nero · b5 cavallo del nero · e5 pedone del bianco · a4 re del nero · b4 torre del nero · e4 alfiere del bianco · f4 torre del bianco · b3 pedone del nero · d3 pedone del nero · f3 re del bianco · d2 pedone del bianco · b1 cavallo del bianco | b8 alfiere del nero · g8 alfiere del nero · h7 pedone del nero · b6 alfiere del bianco · c6 donna del bianco · e6 pedone del nero · b5 cavallo del nero · e5 pedone del bianco · a4 re del nero · b4 torre del nero · e4 alfiere del bianco · f4 torre del bianco · b3 pedone del nero · d3 pedone del nero · f3 re del bianco · d2 pedone del bianco · b1 cavallo del bianco | b8 alfiere del nero · g8 alfiere del nero · h7 pedone del nero · b6 alfiere del bianco · c6 donna del bianco · e6 pedone del nero · b5 cavallo del nero · e5 pedone del bianco · a4 re del nero · b4 torre del nero · e4 alfiere del bianco · f4 torre del bianco · b3 pedone del nero · d3 pedone del nero · f3 re del bianco · d2 pedone del bianco · b1 cavallo del bianco | b8 alfiere del nero · g8 alfiere del nero · h7 pedone del nero · b6 alfiere del bianco · c6 donna del bianco · e6 pedone del nero · b5 cavallo del nero · e5 pedone del bianco · a4 re del nero · b4 torre del nero · e4 alfiere del bianco · f4 torre del bianco · b3 pedone del nero · d3 pedone del nero · f3 re del bianco · d2 pedone del bianco · b1 cavallo del bianco | b8 alfiere del nero · g8 alfiere del nero · h7 pedone del nero · b6 alfiere del bianco · c6 donna del bianco · e6 pedone del nero · b5 cavallo del nero · e5 pedone del bianco · a4 re del nero · b4 torre del nero · e4 alfiere del bianco · f4 torre del bianco · b3 pedone del nero · d3 pedone del nero · f3 re del bianco · d2 pedone del bianco · b1 cavallo del bianco | b8 alfiere del nero · g8 alfiere del nero · h7 pedone del nero · b6 alfiere del bianco · c6 donna del bianco · e6 pedone del nero · b5 cavallo del nero · e5 pedone del bianco · a4 re del nero · b4 torre del nero · e4 alfiere del bianco · f4 torre del bianco · b3 pedone del nero · d3 pedone del nero · f3 re del bianco · d2 pedone del bianco · b1 cavallo del bianco | b8 alfiere del nero · g8 alfiere del nero · h7 pedone del nero · b6 alfiere del bianco · c6 donna del bianco · e6 pedone del nero · b5 cavallo del nero · e5 pedone del bianco · a4 re del nero · b4 torre del nero · e4 alfiere del bianco · f4 torre del bianco · b3 pedone del nero · d3 pedone del nero · f3 re del bianco · d2 pedone del bianco · b1 cavallo del bianco | 7 |
| 6 | b8 alfiere del nero · g8 alfiere del nero · h7 pedone del nero · b6 alfiere del bianco · c6 donna del bianco · e6 pedone del nero · b5 cavallo del nero · e5 pedone del bianco · a4 re del nero · b4 torre del nero · e4 alfiere del bianco · f4 torre del bianco · b3 pedone del nero · d3 pedone del nero · f3 re del bianco · d2 pedone del bianco · b1 cavallo del bianco | b8 alfiere del nero · g8 alfiere del nero · h7 pedone del nero · b6 alfiere del bianco · c6 donna del bianco · e6 pedone del nero · b5 cavallo del nero · e5 pedone del bianco · a4 re del nero · b4 torre del nero · e4 alfiere del bianco · f4 torre del bianco · b3 pedone del nero · d3 pedone del nero · f3 re del bianco · d2 pedone del bianco · b1 cavallo del bianco | b8 alfiere del nero · g8 alfiere del nero · h7 pedone del nero · b6 alfiere del bianco · c6 donna del bianco · e6 pedone del nero · b5 cavallo del nero · e5 pedone del bianco · a4 re del nero · b4 torre del nero · e4 alfiere del bianco · f4 torre del bianco · b3 pedone del nero · d3 pedone del nero · f3 re del bianco · d2 pedone del bianco · b1 cavallo del bianco | b8 alfiere del nero · g8 alfiere del nero · h7 pedone del nero · b6 alfiere del bianco · c6 donna del bianco · e6 pedone del nero · b5 cavallo del nero · e5 pedone del bianco · a4 re del nero · b4 torre del nero · e4 alfiere del bianco · f4 torre del bianco · b3 pedone del nero · d3 pedone del nero · f3 re del bianco · d2 pedone del bianco · b1 cavallo del bianco | b8 alfiere del nero · g8 alfiere del nero · h7 pedone del nero · b6 alfiere del bianco · c6 donna del bianco · e6 pedone del nero · b5 cavallo del nero · e5 pedone del bianco · a4 re del nero · b4 torre del nero · e4 alfiere del bianco · f4 torre del bianco · b3 pedone del nero · d3 pedone del nero · f3 re del bianco · d2 pedone del bianco · b1 cavallo del bianco | b8 alfiere del nero · g8 alfiere del nero · h7 pedone del nero · b6 alfiere del bianco · c6 donna del bianco · e6 pedone del nero · b5 cavallo del nero · e5 pedone del bianco · a4 re del nero · b4 torre del nero · e4 alfiere del bianco · f4 torre del bianco · b3 pedone del nero · d3 pedone del nero · f3 re del bianco · d2 pedone del bianco · b1 cavallo del bianco | b8 alfiere del nero · g8 alfiere del nero · h7 pedone del nero · b6 alfiere del bianco · c6 donna del bianco · e6 pedone del nero · b5 cavallo del nero · e5 pedone del bianco · a4 re del nero · b4 torre del nero · e4 alfiere del bianco · f4 torre del bianco · b3 pedone del nero · d3 pedone del nero · f3 re del bianco · d2 pedone del bianco · b1 cavallo del bianco | b8 alfiere del nero · g8 alfiere del nero · h7 pedone del nero · b6 alfiere del bianco · c6 donna del bianco · e6 pedone del nero · b5 cavallo del nero · e5 pedone del bianco · a4 re del nero · b4 torre del nero · e4 alfiere del bianco · f4 torre del bianco · b3 pedone del nero · d3 pedone del nero · f3 re del bianco · d2 pedone del bianco · b1 cavallo del bianco | 6 |
| 5 | b8 alfiere del nero · g8 alfiere del nero · h7 pedone del nero · b6 alfiere del bianco · c6 donna del bianco · e6 pedone del nero · b5 cavallo del nero · e5 pedone del bianco · a4 re del nero · b4 torre del nero · e4 alfiere del bianco · f4 torre del bianco · b3 pedone del nero · d3 pedone del nero · f3 re del bianco · d2 pedone del bianco · b1 cavallo del bianco | b8 alfiere del nero · g8 alfiere del nero · h7 pedone del nero · b6 alfiere del bianco · c6 donna del bianco · e6 pedone del nero · b5 cavallo del nero · e5 pedone del bianco · a4 re del nero · b4 torre del nero · e4 alfiere del bianco · f4 torre del bianco · b3 pedone del nero · d3 pedone del nero · f3 re del bianco · d2 pedone del bianco · b1 cavallo del bianco | b8 alfiere del nero · g8 alfiere del nero · h7 pedone del nero · b6 alfiere del bianco · c6 donna del bianco · e6 pedone del nero · b5 cavallo del nero · e5 pedone del bianco · a4 re del nero · b4 torre del nero · e4 alfiere del bianco · f4 torre del bianco · b3 pedone del nero · d3 pedone del nero · f3 re del bianco · d2 pedone del bianco · b1 cavallo del bianco | b8 alfiere del nero · g8 alfiere del nero · h7 pedone del nero · b6 alfiere del bianco · c6 donna del bianco · e6 pedone del nero · b5 cavallo del nero · e5 pedone del bianco · a4 re del nero · b4 torre del nero · e4 alfiere del bianco · f4 torre del bianco · b3 pedone del nero · d3 pedone del nero · f3 re del bianco · d2 pedone del bianco · b1 cavallo del bianco | b8 alfiere del nero · g8 alfiere del nero · h7 pedone del nero · b6 alfiere del bianco · c6 donna del bianco · e6 pedone del nero · b5 cavallo del nero · e5 pedone del bianco · a4 re del nero · b4 torre del nero · e4 alfiere del bianco · f4 torre del bianco · b3 pedone del nero · d3 pedone del nero · f3 re del bianco · d2 pedone del bianco · b1 cavallo del bianco | b8 alfiere del nero · g8 alfiere del nero · h7 pedone del nero · b6 alfiere del bianco · c6 donna del bianco · e6 pedone del nero · b5 cavallo del nero · e5 pedone del bianco · a4 re del nero · b4 torre del nero · e4 alfiere del bianco · f4 torre del bianco · b3 pedone del nero · d3 pedone del nero · f3 re del bianco · d2 pedone del bianco · b1 cavallo del bianco | b8 alfiere del nero · g8 alfiere del nero · h7 pedone del nero · b6 alfiere del bianco · c6 donna del bianco · e6 pedone del nero · b5 cavallo del nero · e5 pedone del bianco · a4 re del nero · b4 torre del nero · e4 alfiere del bianco · f4 torre del bianco · b3 pedone del nero · d3 pedone del nero · f3 re del bianco · d2 pedone del bianco · b1 cavallo del bianco | b8 alfiere del nero · g8 alfiere del nero · h7 pedone del nero · b6 alfiere del bianco · c6 donna del bianco · e6 pedone del nero · b5 cavallo del nero · e5 pedone del bianco · a4 re del nero · b4 torre del nero · e4 alfiere del bianco · f4 torre del bianco · b3 pedone del nero · d3 pedone del nero · f3 re del bianco · d2 pedone del bianco · b1 cavallo del bianco | 5 |
| 4 | b8 alfiere del nero · g8 alfiere del nero · h7 pedone del nero · b6 alfiere del bianco · c6 donna del bianco · e6 pedone del nero · b5 cavallo del nero · e5 pedone del bianco · a4 re del nero · b4 torre del nero · e4 alfiere del bianco · f4 torre del bianco · b3 pedone del nero · d3 pedone del nero · f3 re del bianco · d2 pedone del bianco · b1 cavallo del bianco | b8 alfiere del nero · g8 alfiere del nero · h7 pedone del nero · b6 alfiere del bianco · c6 donna del bianco · e6 pedone del nero · b5 cavallo del nero · e5 pedone del bianco · a4 re del nero · b4 torre del nero · e4 alfiere del bianco · f4 torre del bianco · b3 pedone del nero · d3 pedone del nero · f3 re del bianco · d2 pedone del bianco · b1 cavallo del bianco | b8 alfiere del nero · g8 alfiere del nero · h7 pedone del nero · b6 alfiere del bianco · c6 donna del bianco · e6 pedone del nero · b5 cavallo del nero · e5 pedone del bianco · a4 re del nero · b4 torre del nero · e4 alfiere del bianco · f4 torre del bianco · b3 pedone del nero · d3 pedone del nero · f3 re del bianco · d2 pedone del bianco · b1 cavallo del bianco | b8 alfiere del nero · g8 alfiere del nero · h7 pedone del nero · b6 alfiere del bianco · c6 donna del bianco · e6 pedone del nero · b5 cavallo del nero · e5 pedone del bianco · a4 re del nero · b4 torre del nero · e4 alfiere del bianco · f4 torre del bianco · b3 pedone del nero · d3 pedone del nero · f3 re del bianco · d2 pedone del bianco · b1 cavallo del bianco | b8 alfiere del nero · g8 alfiere del nero · h7 pedone del nero · b6 alfiere del bianco · c6 donna del bianco · e6 pedone del nero · b5 cavallo del nero · e5 pedone del bianco · a4 re del nero · b4 torre del nero · e4 alfiere del bianco · f4 torre del bianco · b3 pedone del nero · d3 pedone del nero · f3 re del bianco · d2 pedone del bianco · b1 cavallo del bianco | b8 alfiere del nero · g8 alfiere del nero · h7 pedone del nero · b6 alfiere del bianco · c6 donna del bianco · e6 pedone del nero · b5 cavallo del nero · e5 pedone del bianco · a4 re del nero · b4 torre del nero · e4 alfiere del bianco · f4 torre del bianco · b3 pedone del nero · d3 pedone del nero · f3 re del bianco · d2 pedone del bianco · b1 cavallo del bianco | b8 alfiere del nero · g8 alfiere del nero · h7 pedone del nero · b6 alfiere del bianco · c6 donna del bianco · e6 pedone del nero · b5 cavallo del nero · e5 pedone del bianco · a4 re del nero · b4 torre del nero · e4 alfiere del bianco · f4 torre del bianco · b3 pedone del nero · d3 pedone del nero · f3 re del bianco · d2 pedone del bianco · b1 cavallo del bianco | b8 alfiere del nero · g8 alfiere del nero · h7 pedone del nero · b6 alfiere del bianco · c6 donna del bianco · e6 pedone del nero · b5 cavallo del nero · e5 pedone del bianco · a4 re del nero · b4 torre del nero · e4 alfiere del bianco · f4 torre del bianco · b3 pedone del nero · d3 pedone del nero · f3 re del bianco · d2 pedone del bianco · b1 cavallo del bianco | 4 |
| 3 | b8 alfiere del nero · g8 alfiere del nero · h7 pedone del nero · b6 alfiere del bianco · c6 donna del bianco · e6 pedone del nero · b5 cavallo del nero · e5 pedone del bianco · a4 re del nero · b4 torre del nero · e4 alfiere del bianco · f4 torre del bianco · b3 pedone del nero · d3 pedone del nero · f3 re del bianco · d2 pedone del bianco · b1 cavallo del bianco | b8 alfiere del nero · g8 alfiere del nero · h7 pedone del nero · b6 alfiere del bianco · c6 donna del bianco · e6 pedone del nero · b5 cavallo del nero · e5 pedone del bianco · a4 re del nero · b4 torre del nero · e4 alfiere del bianco · f4 torre del bianco · b3 pedone del nero · d3 pedone del nero · f3 re del bianco · d2 pedone del bianco · b1 cavallo del bianco | b8 alfiere del nero · g8 alfiere del nero · h7 pedone del nero · b6 alfiere del bianco · c6 donna del bianco · e6 pedone del nero · b5 cavallo del nero · e5 pedone del bianco · a4 re del nero · b4 torre del nero · e4 alfiere del bianco · f4 torre del bianco · b3 pedone del nero · d3 pedone del nero · f3 re del bianco · d2 pedone del bianco · b1 cavallo del bianco | b8 alfiere del nero · g8 alfiere del nero · h7 pedone del nero · b6 alfiere del bianco · c6 donna del bianco · e6 pedone del nero · b5 cavallo del nero · e5 pedone del bianco · a4 re del nero · b4 torre del nero · e4 alfiere del bianco · f4 torre del bianco · b3 pedone del nero · d3 pedone del nero · f3 re del bianco · d2 pedone del bianco · b1 cavallo del bianco | b8 alfiere del nero · g8 alfiere del nero · h7 pedone del nero · b6 alfiere del bianco · c6 donna del bianco · e6 pedone del nero · b5 cavallo del nero · e5 pedone del bianco · a4 re del nero · b4 torre del nero · e4 alfiere del bianco · f4 torre del bianco · b3 pedone del nero · d3 pedone del nero · f3 re del bianco · d2 pedone del bianco · b1 cavallo del bianco | b8 alfiere del nero · g8 alfiere del nero · h7 pedone del nero · b6 alfiere del bianco · c6 donna del bianco · e6 pedone del nero · b5 cavallo del nero · e5 pedone del bianco · a4 re del nero · b4 torre del nero · e4 alfiere del bianco · f4 torre del bianco · b3 pedone del nero · d3 pedone del nero · f3 re del bianco · d2 pedone del bianco · b1 cavallo del bianco | b8 alfiere del nero · g8 alfiere del nero · h7 pedone del nero · b6 alfiere del bianco · c6 donna del bianco · e6 pedone del nero · b5 cavallo del nero · e5 pedone del bianco · a4 re del nero · b4 torre del nero · e4 alfiere del bianco · f4 torre del bianco · b3 pedone del nero · d3 pedone del nero · f3 re del bianco · d2 pedone del bianco · b1 cavallo del bianco | b8 alfiere del nero · g8 alfiere del nero · h7 pedone del nero · b6 alfiere del bianco · c6 donna del bianco · e6 pedone del nero · b5 cavallo del nero · e5 pedone del bianco · a4 re del nero · b4 torre del nero · e4 alfiere del bianco · f4 torre del bianco · b3 pedone del nero · d3 pedone del nero · f3 re del bianco · d2 pedone del bianco · b1 cavallo del bianco | 3 |
| 2 | b8 alfiere del nero · g8 alfiere del nero · h7 pedone del nero · b6 alfiere del bianco · c6 donna del bianco · e6 pedone del nero · b5 cavallo del nero · e5 pedone del bianco · a4 re del nero · b4 torre del nero · e4 alfiere del bianco · f4 torre del bianco · b3 pedone del nero · d3 pedone del nero · f3 re del bianco · d2 pedone del bianco · b1 cavallo del bianco | b8 alfiere del nero · g8 alfiere del nero · h7 pedone del nero · b6 alfiere del bianco · c6 donna del bianco · e6 pedone del nero · b5 cavallo del nero · e5 pedone del bianco · a4 re del nero · b4 torre del nero · e4 alfiere del bianco · f4 torre del bianco · b3 pedone del nero · d3 pedone del nero · f3 re del bianco · d2 pedone del bianco · b1 cavallo del bianco | b8 alfiere del nero · g8 alfiere del nero · h7 pedone del nero · b6 alfiere del bianco · c6 donna del bianco · e6 pedone del nero · b5 cavallo del nero · e5 pedone del bianco · a4 re del nero · b4 torre del nero · e4 alfiere del bianco · f4 torre del bianco · b3 pedone del nero · d3 pedone del nero · f3 re del bianco · d2 pedone del bianco · b1 cavallo del bianco | b8 alfiere del nero · g8 alfiere del nero · h7 pedone del nero · b6 alfiere del bianco · c6 donna del bianco · e6 pedone del nero · b5 cavallo del nero · e5 pedone del bianco · a4 re del nero · b4 torre del nero · e4 alfiere del bianco · f4 torre del bianco · b3 pedone del nero · d3 pedone del nero · f3 re del bianco · d2 pedone del bianco · b1 cavallo del bianco | b8 alfiere del nero · g8 alfiere del nero · h7 pedone del nero · b6 alfiere del bianco · c6 donna del bianco · e6 pedone del nero · b5 cavallo del nero · e5 pedone del bianco · a4 re del nero · b4 torre del nero · e4 alfiere del bianco · f4 torre del bianco · b3 pedone del nero · d3 pedone del nero · f3 re del bianco · d2 pedone del bianco · b1 cavallo del bianco | b8 alfiere del nero · g8 alfiere del nero · h7 pedone del nero · b6 alfiere del bianco · c6 donna del bianco · e6 pedone del nero · b5 cavallo del nero · e5 pedone del bianco · a4 re del nero · b4 torre del nero · e4 alfiere del bianco · f4 torre del bianco · b3 pedone del nero · d3 pedone del nero · f3 re del bianco · d2 pedone del bianco · b1 cavallo del bianco | b8 alfiere del nero · g8 alfiere del nero · h7 pedone del nero · b6 alfiere del bianco · c6 donna del bianco · e6 pedone del nero · b5 cavallo del nero · e5 pedone del bianco · a4 re del nero · b4 torre del nero · e4 alfiere del bianco · f4 torre del bianco · b3 pedone del nero · d3 pedone del nero · f3 re del bianco · d2 pedone del bianco · b1 cavallo del bianco | b8 alfiere del nero · g8 alfiere del nero · h7 pedone del nero · b6 alfiere del bianco · c6 donna del bianco · e6 pedone del nero · b5 cavallo del nero · e5 pedone del bianco · a4 re del nero · b4 torre del nero · e4 alfiere del bianco · f4 torre del bianco · b3 pedone del nero · d3 pedone del nero · f3 re del bianco · d2 pedone del bianco · b1 cavallo del bianco | 2 |
| 1 | b8 alfiere del nero · g8 alfiere del nero · h7 pedone del nero · b6 alfiere del bianco · c6 donna del bianco · e6 pedone del nero · b5 cavallo del nero · e5 pedone del bianco · a4 re del nero · b4 torre del nero · e4 alfiere del bianco · f4 torre del bianco · b3 pedone del nero · d3 pedone del nero · f3 re del bianco · d2 pedone del bianco · b1 cavallo del bianco | b8 alfiere del nero · g8 alfiere del nero · h7 pedone del nero · b6 alfiere del bianco · c6 donna del bianco · e6 pedone del nero · b5 cavallo del nero · e5 pedone del bianco · a4 re del nero · b4 torre del nero · e4 alfiere del bianco · f4 torre del bianco · b3 pedone del nero · d3 pedone del nero · f3 re del bianco · d2 pedone del bianco · b1 cavallo del bianco | b8 alfiere del nero · g8 alfiere del nero · h7 pedone del nero · b6 alfiere del bianco · c6 donna del bianco · e6 pedone del nero · b5 cavallo del nero · e5 pedone del bianco · a4 re del nero · b4 torre del nero · e4 alfiere del bianco · f4 torre del bianco · b3 pedone del nero · d3 pedone del nero · f3 re del bianco · d2 pedone del bianco · b1 cavallo del bianco | b8 alfiere del nero · g8 alfiere del nero · h7 pedone del nero · b6 alfiere del bianco · c6 donna del bianco · e6 pedone del nero · b5 cavallo del nero · e5 pedone del bianco · a4 re del nero · b4 torre del nero · e4 alfiere del bianco · f4 torre del bianco · b3 pedone del nero · d3 pedone del nero · f3 re del bianco · d2 pedone del bianco · b1 cavallo del bianco | b8 alfiere del nero · g8 alfiere del nero · h7 pedone del nero · b6 alfiere del bianco · c6 donna del bianco · e6 pedone del nero · b5 cavallo del nero · e5 pedone del bianco · a4 re del nero · b4 torre del nero · e4 alfiere del bianco · f4 torre del bianco · b3 pedone del nero · d3 pedone del nero · f3 re del bianco · d2 pedone del bianco · b1 cavallo del bianco | b8 alfiere del nero · g8 alfiere del nero · h7 pedone del nero · b6 alfiere del bianco · c6 donna del bianco · e6 pedone del nero · b5 cavallo del nero · e5 pedone del bianco · a4 re del nero · b4 torre del nero · e4 alfiere del bianco · f4 torre del bianco · b3 pedone del nero · d3 pedone del nero · f3 re del bianco · d2 pedone del bianco · b1 cavallo del bianco | b8 alfiere del nero · g8 alfiere del nero · h7 pedone del nero · b6 alfiere del bianco · c6 donna del bianco · e6 pedone del nero · b5 cavallo del nero · e5 pedone del bianco · a4 re del nero · b4 torre del nero · e4 alfiere del bianco · f4 torre del bianco · b3 pedone del nero · d3 pedone del nero · f3 re del bianco · d2 pedone del bianco · b1 cavallo del bianco | b8 alfiere del nero · g8 alfiere del nero · h7 pedone del nero · b6 alfiere del bianco · c6 donna del bianco · e6 pedone del nero · b5 cavallo del nero · e5 pedone del bianco · a4 re del nero · b4 torre del nero · e4 alfiere del bianco · f4 torre del bianco · b3 pedone del nero · d3 pedone del nero · f3 re del bianco · d2 pedone del bianco · b1 cavallo del bianco | 1 |
|   | a | b | c | d | e | f | g | h |   |

Soluzione:
1. Rg2 !  (min. 2. Axd3... 3. Dxb5#)

1... b2  2. Dc2+ dxc2  3. Axc2#

  (2... Tb3  3. Ac6#)

|   | a | b | c | d | e | f | g | h |   |
| 8 | h8 alfiere del nero · c7 pedone del nero · g7 cavallo del nero · a6 re del bianco · c6 cavallo del bianco · h6 alfiere del bianco · h5 pedone del nero · b4 cavallo del bianco · f4 donna del nero · c3 pedone del bianco · e3 re del nero · g2 donna del bianco | h8 alfiere del nero · c7 pedone del nero · g7 cavallo del nero · a6 re del bianco · c6 cavallo del bianco · h6 alfiere del bianco · h5 pedone del nero · b4 cavallo del bianco · f4 donna del nero · c3 pedone del bianco · e3 re del nero · g2 donna del bianco | h8 alfiere del nero · c7 pedone del nero · g7 cavallo del nero · a6 re del bianco · c6 cavallo del bianco · h6 alfiere del bianco · h5 pedone del nero · b4 cavallo del bianco · f4 donna del nero · c3 pedone del bianco · e3 re del nero · g2 donna del bianco | h8 alfiere del nero · c7 pedone del nero · g7 cavallo del nero · a6 re del bianco · c6 cavallo del bianco · h6 alfiere del bianco · h5 pedone del nero · b4 cavallo del bianco · f4 donna del nero · c3 pedone del bianco · e3 re del nero · g2 donna del bianco | h8 alfiere del nero · c7 pedone del nero · g7 cavallo del nero · a6 re del bianco · c6 cavallo del bianco · h6 alfiere del bianco · h5 pedone del nero · b4 cavallo del bianco · f4 donna del nero · c3 pedone del bianco · e3 re del nero · g2 donna del bianco | h8 alfiere del nero · c7 pedone del nero · g7 cavallo del nero · a6 re del bianco · c6 cavallo del bianco · h6 alfiere del bianco · h5 pedone del nero · b4 cavallo del bianco · f4 donna del nero · c3 pedone del bianco · e3 re del nero · g2 donna del bianco | h8 alfiere del nero · c7 pedone del nero · g7 cavallo del nero · a6 re del bianco · c6 cavallo del bianco · h6 alfiere del bianco · h5 pedone del nero · b4 cavallo del bianco · f4 donna del nero · c3 pedone del bianco · e3 re del nero · g2 donna del bianco | h8 alfiere del nero · c7 pedone del nero · g7 cavallo del nero · a6 re del bianco · c6 cavallo del bianco · h6 alfiere del bianco · h5 pedone del nero · b4 cavallo del bianco · f4 donna del nero · c3 pedone del bianco · e3 re del nero · g2 donna del bianco | 8 |
| 7 | h8 alfiere del nero · c7 pedone del nero · g7 cavallo del nero · a6 re del bianco · c6 cavallo del bianco · h6 alfiere del bianco · h5 pedone del nero · b4 cavallo del bianco · f4 donna del nero · c3 pedone del bianco · e3 re del nero · g2 donna del bianco | h8 alfiere del nero · c7 pedone del nero · g7 cavallo del nero · a6 re del bianco · c6 cavallo del bianco · h6 alfiere del bianco · h5 pedone del nero · b4 cavallo del bianco · f4 donna del nero · c3 pedone del bianco · e3 re del nero · g2 donna del bianco | h8 alfiere del nero · c7 pedone del nero · g7 cavallo del nero · a6 re del bianco · c6 cavallo del bianco · h6 alfiere del bianco · h5 pedone del nero · b4 cavallo del bianco · f4 donna del nero · c3 pedone del bianco · e3 re del nero · g2 donna del bianco | h8 alfiere del nero · c7 pedone del nero · g7 cavallo del nero · a6 re del bianco · c6 cavallo del bianco · h6 alfiere del bianco · h5 pedone del nero · b4 cavallo del bianco · f4 donna del nero · c3 pedone del bianco · e3 re del nero · g2 donna del bianco | h8 alfiere del nero · c7 pedone del nero · g7 cavallo del nero · a6 re del bianco · c6 cavallo del bianco · h6 alfiere del bianco · h5 pedone del nero · b4 cavallo del bianco · f4 donna del nero · c3 pedone del bianco · e3 re del nero · g2 donna del bianco | h8 alfiere del nero · c7 pedone del nero · g7 cavallo del nero · a6 re del bianco · c6 cavallo del bianco · h6 alfiere del bianco · h5 pedone del nero · b4 cavallo del bianco · f4 donna del nero · c3 pedone del bianco · e3 re del nero · g2 donna del bianco | h8 alfiere del nero · c7 pedone del nero · g7 cavallo del nero · a6 re del bianco · c6 cavallo del bianco · h6 alfiere del bianco · h5 pedone del nero · b4 cavallo del bianco · f4 donna del nero · c3 pedone del bianco · e3 re del nero · g2 donna del bianco | h8 alfiere del nero · c7 pedone del nero · g7 cavallo del nero · a6 re del bianco · c6 cavallo del bianco · h6 alfiere del bianco · h5 pedone del nero · b4 cavallo del bianco · f4 donna del nero · c3 pedone del bianco · e3 re del nero · g2 donna del bianco | 7 |
| 6 | h8 alfiere del nero · c7 pedone del nero · g7 cavallo del nero · a6 re del bianco · c6 cavallo del bianco · h6 alfiere del bianco · h5 pedone del nero · b4 cavallo del bianco · f4 donna del nero · c3 pedone del bianco · e3 re del nero · g2 donna del bianco | h8 alfiere del nero · c7 pedone del nero · g7 cavallo del nero · a6 re del bianco · c6 cavallo del bianco · h6 alfiere del bianco · h5 pedone del nero · b4 cavallo del bianco · f4 donna del nero · c3 pedone del bianco · e3 re del nero · g2 donna del bianco | h8 alfiere del nero · c7 pedone del nero · g7 cavallo del nero · a6 re del bianco · c6 cavallo del bianco · h6 alfiere del bianco · h5 pedone del nero · b4 cavallo del bianco · f4 donna del nero · c3 pedone del bianco · e3 re del nero · g2 donna del bianco | h8 alfiere del nero · c7 pedone del nero · g7 cavallo del nero · a6 re del bianco · c6 cavallo del bianco · h6 alfiere del bianco · h5 pedone del nero · b4 cavallo del bianco · f4 donna del nero · c3 pedone del bianco · e3 re del nero · g2 donna del bianco | h8 alfiere del nero · c7 pedone del nero · g7 cavallo del nero · a6 re del bianco · c6 cavallo del bianco · h6 alfiere del bianco · h5 pedone del nero · b4 cavallo del bianco · f4 donna del nero · c3 pedone del bianco · e3 re del nero · g2 donna del bianco | h8 alfiere del nero · c7 pedone del nero · g7 cavallo del nero · a6 re del bianco · c6 cavallo del bianco · h6 alfiere del bianco · h5 pedone del nero · b4 cavallo del bianco · f4 donna del nero · c3 pedone del bianco · e3 re del nero · g2 donna del bianco | h8 alfiere del nero · c7 pedone del nero · g7 cavallo del nero · a6 re del bianco · c6 cavallo del bianco · h6 alfiere del bianco · h5 pedone del nero · b4 cavallo del bianco · f4 donna del nero · c3 pedone del bianco · e3 re del nero · g2 donna del bianco | h8 alfiere del nero · c7 pedone del nero · g7 cavallo del nero · a6 re del bianco · c6 cavallo del bianco · h6 alfiere del bianco · h5 pedone del nero · b4 cavallo del bianco · f4 donna del nero · c3 pedone del bianco · e3 re del nero · g2 donna del bianco | 6 |
| 5 | h8 alfiere del nero · c7 pedone del nero · g7 cavallo del nero · a6 re del bianco · c6 cavallo del bianco · h6 alfiere del bianco · h5 pedone del nero · b4 cavallo del bianco · f4 donna del nero · c3 pedone del bianco · e3 re del nero · g2 donna del bianco | h8 alfiere del nero · c7 pedone del nero · g7 cavallo del nero · a6 re del bianco · c6 cavallo del bianco · h6 alfiere del bianco · h5 pedone del nero · b4 cavallo del bianco · f4 donna del nero · c3 pedone del bianco · e3 re del nero · g2 donna del bianco | h8 alfiere del nero · c7 pedone del nero · g7 cavallo del nero · a6 re del bianco · c6 cavallo del bianco · h6 alfiere del bianco · h5 pedone del nero · b4 cavallo del bianco · f4 donna del nero · c3 pedone del bianco · e3 re del nero · g2 donna del bianco | h8 alfiere del nero · c7 pedone del nero · g7 cavallo del nero · a6 re del bianco · c6 cavallo del bianco · h6 alfiere del bianco · h5 pedone del nero · b4 cavallo del bianco · f4 donna del nero · c3 pedone del bianco · e3 re del nero · g2 donna del bianco | h8 alfiere del nero · c7 pedone del nero · g7 cavallo del nero · a6 re del bianco · c6 cavallo del bianco · h6 alfiere del bianco · h5 pedone del nero · b4 cavallo del bianco · f4 donna del nero · c3 pedone del bianco · e3 re del nero · g2 donna del bianco | h8 alfiere del nero · c7 pedone del nero · g7 cavallo del nero · a6 re del bianco · c6 cavallo del bianco · h6 alfiere del bianco · h5 pedone del nero · b4 cavallo del bianco · f4 donna del nero · c3 pedone del bianco · e3 re del nero · g2 donna del bianco | h8 alfiere del nero · c7 pedone del nero · g7 cavallo del nero · a6 re del bianco · c6 cavallo del bianco · h6 alfiere del bianco · h5 pedone del nero · b4 cavallo del bianco · f4 donna del nero · c3 pedone del bianco · e3 re del nero · g2 donna del bianco | h8 alfiere del nero · c7 pedone del nero · g7 cavallo del nero · a6 re del bianco · c6 cavallo del bianco · h6 alfiere del bianco · h5 pedone del nero · b4 cavallo del bianco · f4 donna del nero · c3 pedone del bianco · e3 re del nero · g2 donna del bianco | 5 |
| 4 | h8 alfiere del nero · c7 pedone del nero · g7 cavallo del nero · a6 re del bianco · c6 cavallo del bianco · h6 alfiere del bianco · h5 pedone del nero · b4 cavallo del bianco · f4 donna del nero · c3 pedone del bianco · e3 re del nero · g2 donna del bianco | h8 alfiere del nero · c7 pedone del nero · g7 cavallo del nero · a6 re del bianco · c6 cavallo del bianco · h6 alfiere del bianco · h5 pedone del nero · b4 cavallo del bianco · f4 donna del nero · c3 pedone del bianco · e3 re del nero · g2 donna del bianco | h8 alfiere del nero · c7 pedone del nero · g7 cavallo del nero · a6 re del bianco · c6 cavallo del bianco · h6 alfiere del bianco · h5 pedone del nero · b4 cavallo del bianco · f4 donna del nero · c3 pedone del bianco · e3 re del nero · g2 donna del bianco | h8 alfiere del nero · c7 pedone del nero · g7 cavallo del nero · a6 re del bianco · c6 cavallo del bianco · h6 alfiere del bianco · h5 pedone del nero · b4 cavallo del bianco · f4 donna del nero · c3 pedone del bianco · e3 re del nero · g2 donna del bianco | h8 alfiere del nero · c7 pedone del nero · g7 cavallo del nero · a6 re del bianco · c6 cavallo del bianco · h6 alfiere del bianco · h5 pedone del nero · b4 cavallo del bianco · f4 donna del nero · c3 pedone del bianco · e3 re del nero · g2 donna del bianco | h8 alfiere del nero · c7 pedone del nero · g7 cavallo del nero · a6 re del bianco · c6 cavallo del bianco · h6 alfiere del bianco · h5 pedone del nero · b4 cavallo del bianco · f4 donna del nero · c3 pedone del bianco · e3 re del nero · g2 donna del bianco | h8 alfiere del nero · c7 pedone del nero · g7 cavallo del nero · a6 re del bianco · c6 cavallo del bianco · h6 alfiere del bianco · h5 pedone del nero · b4 cavallo del bianco · f4 donna del nero · c3 pedone del bianco · e3 re del nero · g2 donna del bianco | h8 alfiere del nero · c7 pedone del nero · g7 cavallo del nero · a6 re del bianco · c6 cavallo del bianco · h6 alfiere del bianco · h5 pedone del nero · b4 cavallo del bianco · f4 donna del nero · c3 pedone del bianco · e3 re del nero · g2 donna del bianco | 4 |
| 3 | h8 alfiere del nero · c7 pedone del nero · g7 cavallo del nero · a6 re del bianco · c6 cavallo del bianco · h6 alfiere del bianco · h5 pedone del nero · b4 cavallo del bianco · f4 donna del nero · c3 pedone del bianco · e3 re del nero · g2 donna del bianco | h8 alfiere del nero · c7 pedone del nero · g7 cavallo del nero · a6 re del bianco · c6 cavallo del bianco · h6 alfiere del bianco · h5 pedone del nero · b4 cavallo del bianco · f4 donna del nero · c3 pedone del bianco · e3 re del nero · g2 donna del bianco | h8 alfiere del nero · c7 pedone del nero · g7 cavallo del nero · a6 re del bianco · c6 cavallo del bianco · h6 alfiere del bianco · h5 pedone del nero · b4 cavallo del bianco · f4 donna del nero · c3 pedone del bianco · e3 re del nero · g2 donna del bianco | h8 alfiere del nero · c7 pedone del nero · g7 cavallo del nero · a6 re del bianco · c6 cavallo del bianco · h6 alfiere del bianco · h5 pedone del nero · b4 cavallo del bianco · f4 donna del nero · c3 pedone del bianco · e3 re del nero · g2 donna del bianco | h8 alfiere del nero · c7 pedone del nero · g7 cavallo del nero · a6 re del bianco · c6 cavallo del bianco · h6 alfiere del bianco · h5 pedone del nero · b4 cavallo del bianco · f4 donna del nero · c3 pedone del bianco · e3 re del nero · g2 donna del bianco | h8 alfiere del nero · c7 pedone del nero · g7 cavallo del nero · a6 re del bianco · c6 cavallo del bianco · h6 alfiere del bianco · h5 pedone del nero · b4 cavallo del bianco · f4 donna del nero · c3 pedone del bianco · e3 re del nero · g2 donna del bianco | h8 alfiere del nero · c7 pedone del nero · g7 cavallo del nero · a6 re del bianco · c6 cavallo del bianco · h6 alfiere del bianco · h5 pedone del nero · b4 cavallo del bianco · f4 donna del nero · c3 pedone del bianco · e3 re del nero · g2 donna del bianco | h8 alfiere del nero · c7 pedone del nero · g7 cavallo del nero · a6 re del bianco · c6 cavallo del bianco · h6 alfiere del bianco · h5 pedone del nero · b4 cavallo del bianco · f4 donna del nero · c3 pedone del bianco · e3 re del nero · g2 donna del bianco | 3 |
| 2 | h8 alfiere del nero · c7 pedone del nero · g7 cavallo del nero · a6 re del bianco · c6 cavallo del bianco · h6 alfiere del bianco · h5 pedone del nero · b4 cavallo del bianco · f4 donna del nero · c3 pedone del bianco · e3 re del nero · g2 donna del bianco | h8 alfiere del nero · c7 pedone del nero · g7 cavallo del nero · a6 re del bianco · c6 cavallo del bianco · h6 alfiere del bianco · h5 pedone del nero · b4 cavallo del bianco · f4 donna del nero · c3 pedone del bianco · e3 re del nero · g2 donna del bianco | h8 alfiere del nero · c7 pedone del nero · g7 cavallo del nero · a6 re del bianco · c6 cavallo del bianco · h6 alfiere del bianco · h5 pedone del nero · b4 cavallo del bianco · f4 donna del nero · c3 pedone del bianco · e3 re del nero · g2 donna del bianco | h8 alfiere del nero · c7 pedone del nero · g7 cavallo del nero · a6 re del bianco · c6 cavallo del bianco · h6 alfiere del bianco · h5 pedone del nero · b4 cavallo del bianco · f4 donna del nero · c3 pedone del bianco · e3 re del nero · g2 donna del bianco | h8 alfiere del nero · c7 pedone del nero · g7 cavallo del nero · a6 re del bianco · c6 cavallo del bianco · h6 alfiere del bianco · h5 pedone del nero · b4 cavallo del bianco · f4 donna del nero · c3 pedone del bianco · e3 re del nero · g2 donna del bianco | h8 alfiere del nero · c7 pedone del nero · g7 cavallo del nero · a6 re del bianco · c6 cavallo del bianco · h6 alfiere del bianco · h5 pedone del nero · b4 cavallo del bianco · f4 donna del nero · c3 pedone del bianco · e3 re del nero · g2 donna del bianco | h8 alfiere del nero · c7 pedone del nero · g7 cavallo del nero · a6 re del bianco · c6 cavallo del bianco · h6 alfiere del bianco · h5 pedone del nero · b4 cavallo del bianco · f4 donna del nero · c3 pedone del bianco · e3 re del nero · g2 donna del bianco | h8 alfiere del nero · c7 pedone del nero · g7 cavallo del nero · a6 re del bianco · c6 cavallo del bianco · h6 alfiere del bianco · h5 pedone del nero · b4 cavallo del bianco · f4 donna del nero · c3 pedone del bianco · e3 re del nero · g2 donna del bianco | 2 |
| 1 | h8 alfiere del nero · c7 pedone del nero · g7 cavallo del nero · a6 re del bianco · c6 cavallo del bianco · h6 alfiere del bianco · h5 pedone del nero · b4 cavallo del bianco · f4 donna del nero · c3 pedone del bianco · e3 re del nero · g2 donna del bianco | h8 alfiere del nero · c7 pedone del nero · g7 cavallo del nero · a6 re del bianco · c6 cavallo del bianco · h6 alfiere del bianco · h5 pedone del nero · b4 cavallo del bianco · f4 donna del nero · c3 pedone del bianco · e3 re del nero · g2 donna del bianco | h8 alfiere del nero · c7 pedone del nero · g7 cavallo del nero · a6 re del bianco · c6 cavallo del bianco · h6 alfiere del bianco · h5 pedone del nero · b4 cavallo del bianco · f4 donna del nero · c3 pedone del bianco · e3 re del nero · g2 donna del bianco | h8 alfiere del nero · c7 pedone del nero · g7 cavallo del nero · a6 re del bianco · c6 cavallo del bianco · h6 alfiere del bianco · h5 pedone del nero · b4 cavallo del bianco · f4 donna del nero · c3 pedone del bianco · e3 re del nero · g2 donna del bianco | h8 alfiere del nero · c7 pedone del nero · g7 cavallo del nero · a6 re del bianco · c6 cavallo del bianco · h6 alfiere del bianco · h5 pedone del nero · b4 cavallo del bianco · f4 donna del nero · c3 pedone del bianco · e3 re del nero · g2 donna del bianco | h8 alfiere del nero · c7 pedone del nero · g7 cavallo del nero · a6 re del bianco · c6 cavallo del bianco · h6 alfiere del bianco · h5 pedone del nero · b4 cavallo del bianco · f4 donna del nero · c3 pedone del bianco · e3 re del nero · g2 donna del bianco | h8 alfiere del nero · c7 pedone del nero · g7 cavallo del nero · a6 re del bianco · c6 cavallo del bianco · h6 alfiere del bianco · h5 pedone del nero · b4 cavallo del bianco · f4 donna del nero · c3 pedone del bianco · e3 re del nero · g2 donna del bianco | h8 alfiere del nero · c7 pedone del nero · g7 cavallo del nero · a6 re del bianco · c6 cavallo del bianco · h6 alfiere del bianco · h5 pedone del nero · b4 cavallo del bianco · f4 donna del nero · c3 pedone del bianco · e3 re del nero · g2 donna del bianco | 1 |
|   | a | b | c | d | e | f | g | h |   |

Soluzione:
1. Ra5 !  (min. 2. Ce5 ... 3. Cc4#)
1... Dxh6  2. Cd5+  Rd3  3. Ce5#

1... Ce6  2. Ce7 ...  3. Cd5/f7#   (2... c6 3. Cf5#)

1... Cf5  2. Axf4+ Rxf4  3. Ad5#